# Il ponte dell'Europa
Il ponte dell'Europa (Le Pont de l'Europe) è un dipinto del pittore francese Gustave Caillebotte, realizzato nel 1876 e conservato al Museo del Petit Palais di Ginevra.

## Descrizione

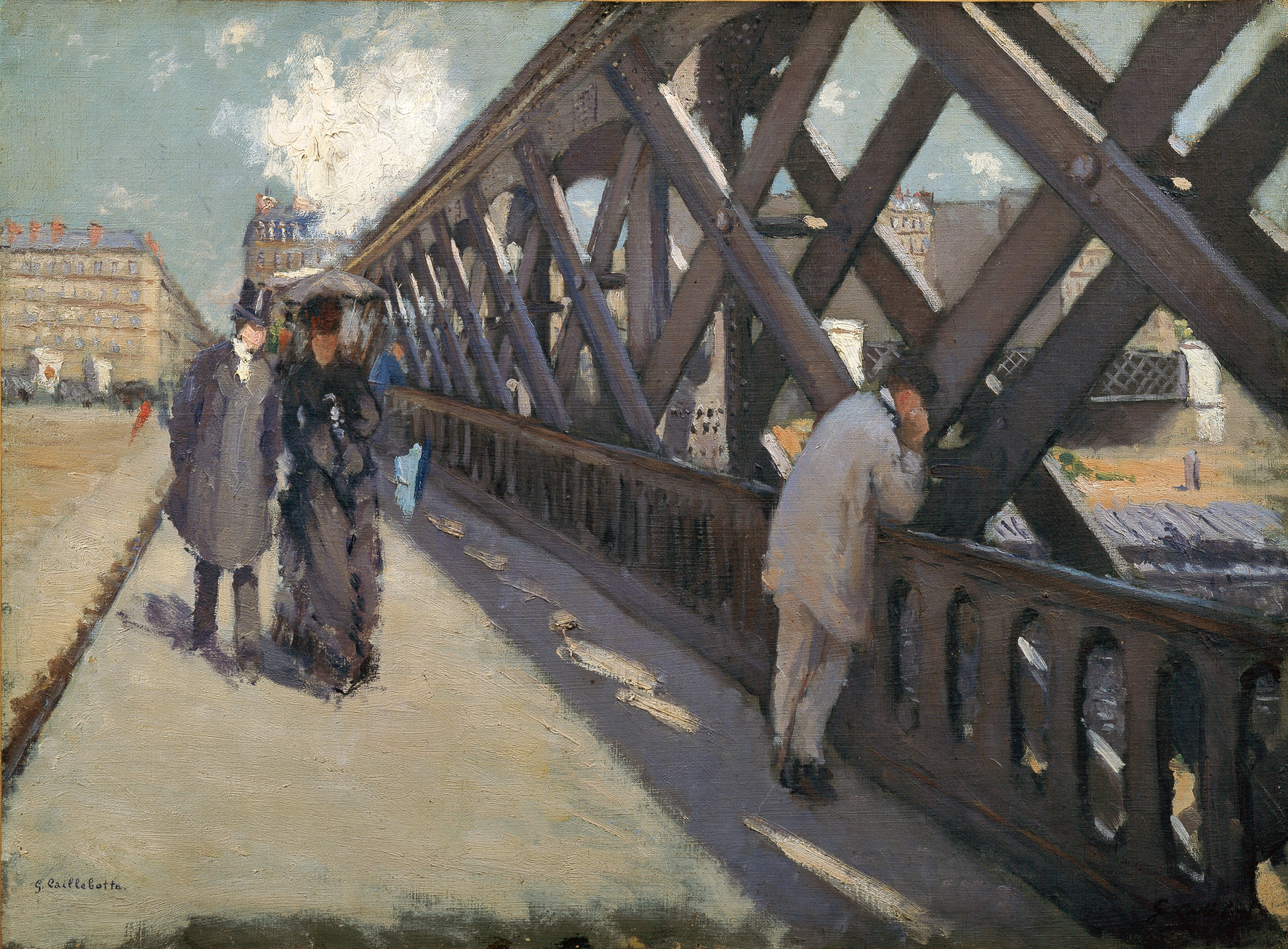
Schizzo preparatorio de Il ponte dell'Europa (1876 circa)

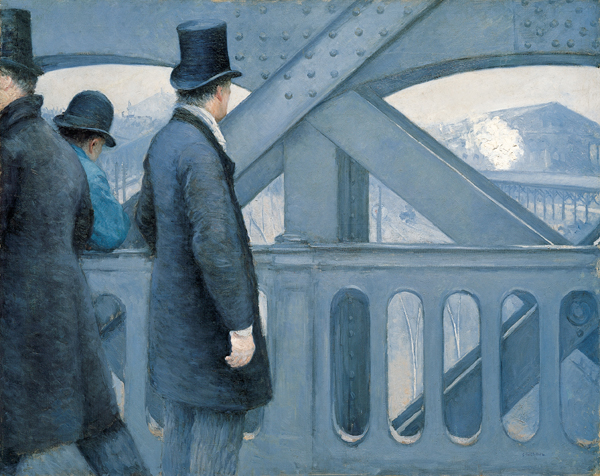
Gustave Caillebotte, Sul ponte dell'Europa (1876-1877); olio su tela, Kimbell Art Museum, Fort Worth, Texas

In questo dipinto, Caillebotte rivolge la sua attenzione alla città natale, Parigi, raffigurandone una delle piazze più moderne e vibranti, Place de l'Europe. Si tratta di un imponente ponte ferroviario, inaugurato nel 1868, che sovrasta il parco binari della stazione di Saint-Lazare, raccordando sei strade, ognuna delle quali prende il nome di una capitale europea. La visuale rappresentata nell'opera è quella che si apre da rue de Vienne, guardando verso il centro della piazza. Grande rilevanza è data a una delle travature reticolari del ponte, che occupa metà della superficie pittorica: questo riferimento all'ingegneria ferroviaria richiama l’influenza delle stampe giapponesi, ricche di strutture orizzontali ben definite.
Spostando l'attenzione dalla struttura metallica, si notano tre figure distinte. Un gentiluomo con tuba, un flâneur, osserva la vita quotidiana durante una passeggiata senza meta, registrando i cambiamenti di una Parigi in trasformazione, segnata dall’industrializzazione. Questo rappresentante della borghesia parigina è seguito da una donna con un parasole violetto, vestita in modo vistoso: secondo i canoni dell’epoca, potrebbe trattarsi di una prostituta. Un'altra interpretazione suggerisce che i personaggi ritratti siano lo stesso Caillebotte e la sua compagna, Anne-Marie Hagen, conferendo all'opera un carattere autobiografico. Infine, un uomo si affaccia dal parapetto del ponte, osservando il traffico ferroviario nella sottostante stazione di Saint-Lazare, affollata di treni che liberano potenti sbuffi di vapore. La scena è completata dalla presenza di un cane randagio che si dirige verso Place de l'Europe.
Con i borghesi da una parte e il proletario dall'altra, intento a osservare l'industrializzazione parigina, Caillebotte racconta come nella Parigi dell'epoca ceti sociali diversi potessero coesistere, pur senza una reale interazione. Al di là delle simbologie, è importante considerare anche la tecnica audace: il punto di vista è decentrato e si colloca vicino alla testa del flâneur, mentre la luce spiove obliquamente da destra e si riflette sulle impalcature metalliche del ponte, con travature rese in colori più tenui sotto la luce diretta. L’impegno impressionista di Caillebotte si evidenzia nell’uso delle ombre colorate, come quelle azzurrine proiettate dal cane, dai passanti e dalla struttura del ponte. Cricco e Di Teodoro osservano che «l’effetto generale che scaturisce dal dipinto è quello di una scena di grande realismo e di vibrante luminosità, che ci fa respirare in modo palpabile l’aria di Parigi e delle sue vie».